# Evangelina Guerrero
Evangelina Guerrero Entrala (1904-11 d'abril de 1949), poeta i periodista filipina en llengua espanyola, és la filla major del “Príncep de la poesia lírica filipina” Fernando María Guerrero. Va néixer a Quiapo el 1904. Es va casar el 1929 amb Antonio Zacarías, secretari del Senat de les Filipines.

## Carrera
Va col·laborar en diversos diaris, La Opinión, La Vanguardia, El Debate i Excelsior des de 1927. Escrivia contes, assaig i prosa lírica. Malgrat ser nomenada acadèmica de l'Acadèmia Filipina el 1947, va rebutjar el lloc, continuant amb la seva tasca literària. Va morir l'11 d'abril de 1949.

## Premis
Va obtenir el Premi Zóbel en l'edició de 1935 pel seu poemari Kaleidoscopio Espiritual (Quezon City, Impremta Phoenix 1959)